# Monaster Zočište
Monaster Zočište, monaster Świętych Kosmy i Damiana, Sveti Vraci – męski klasztor należący do eparchii raszko-prizreńskiej Serbskiego Kościoła Prawosławnego, położony na terytorium Kosowa, we wsi Zočište w okolicy miasta Orahovac.
Czas powstania ani fundator klasztoru nie są znane. Jego istnienie jest pierwszy raz wspomniane w dokumencie wystawionym przez króla Stefana Urosza III Deczańskiego, w którym władca nadał część posiadłości w sąsiedztwie klasztoru wspólnocie monastycznej monasteru Chilandar. Najstarszy fresk zachowany w monasterze Zočište pochodzi z XIV w.; dekoracja malarska klasztoru była kilkakrotnie zmieniana.
Szczególnym kultem otaczane były przechowywane w monasterze relikwie świętych Kosmy i Damiana. Z ich powodu klasztor były celem pielgrzymek nie tylko prawosławnych Serbów, ale i Albańczyków i Romów, także muzułmanów. W czasie wojny w Kosowie monaster był kilkakrotnie atakowany przez Armię Wyzwolenia Kosowa. Po bombardowaniu Jugosławii przez siły NATO w 1999, które zaskutkowało wycofaniem się wszystkich serbskich jednostek wojskowych z Kosowa, kosowscy Albańczycy zniszczyli ostatnie serbskie domy w okolicy Zočište, zaś w czerwcu 1999 zmusili czterech zamieszkujących w klasztorze mnichów do wyjazdu. Zabudowania klasztoru zostały ostatecznie zniszczone we wrześniu tego samego roku. Relikwie Świętych Kosmy i Damiana znalazły się w monasterze Sopoćani
W październiku 2004, z błogosławieństwa biskupa raszko-prizreńskiego Artemiusza (Radosavljevicia), do zrujnowanego monasteru wróciło trzech zakonników. Ich ponowne zamieszkanie w klasztorze było możliwe dzięki żołnierzom włoskich oddziałów KFOR, którzy częściowo wysprzątali ruiny. Ochronę nad mnichami objęły natomiast austriackie jednostki międzynarodowych sił pokojowych. Na powrót zakonników zgodziła się również miejscowa społeczność albańska.
W lipcu 2011 serbskie radio Kosovo i Metohija poinformowało, iż lokalne władze kosowskie celowo zniszczyły część prawosławnego cmentarza w Zočište i w toku prac budowlanych wykonały wykopy w granicach monasteru, bezpośrednio zagrażając jego fundamentom. Działanie to miało zostać podjęte bez porozumienia z eparchią raszko-prizreńską, na terenie należącym do klasztoru zgodnie z gwarancjami sił pokojowych stacjonujących w Kosowie.